# New Athens (Ohio)
New Athens è un villaggio degli Stati Uniti d'America, situato nello stato dell'Ohio, nella contea di Harrison.